# میلدرد پیرس
میلدرد پیرس (به انگلیسی: Mildred Pierce) رمان هاردبویلد به نویسندگی جیمز کین، که در سال ۱۹۴۱ منتشر شده‌است. در سال ۱۹۴۵، فیلم میلدرد پیرس، با بازی جوآن کراوفورد، که بر اساس همین رمان بود، برنده جایزه اسکار و هم‌چنین سریال کوتاه میلدرد پیرس، با بازی کیت وینسلت، برنده جایزه امی سال ۲۰۱۱ شد.